# Poltár (huyện)
Huyện Poltár (okres Poltár) là một huyện ở phía nam vùng hành chính Banská Bystrica, trung Slovakia. Được thành lập vào năm 1996, ranh giới hiện tại của huyện được điều chỉnh từ năm 2002, khi Pinciná và Nové Hony cắt về Lučenec. Đây là huyện có diện tích nhỏ thứ sáu tại Slovakia., bao gồm 22 đô thị, trong đó có 1 thị trấn.

## Dân số
Bản mẫu:SK

## Đô thị
- Breznička
- Cinobaňa
- České Brezovo
- Ďubákovo
- Hradište
- Hrnčiarska Ves
- Hrnčiarske Zalužany
- Kalinovo
- Kokava nad Rimavicou
- Krná
- Málinec
- Mládzovo
- Ozdín
- Poltár
- Rovňany
- Selce
- Sušany
- Šoltýska
- Uhorské
- Utekáč
- Veľká Ves
- Zlatno